# ジョン・サミュエル・ケニヨン
ジョン・サミュエル・ケニヨン（John Samuel Kenyon、1874年7月26日 – 1959年9月6日）は、アメリカ合衆国の言語学者である。
オハイオ州メダイナ市生まれで、1898年にハイラム大学を卒業、同大学で1916年から1944年まで英語の教員として教鞭を取った。退職後は同大学の名誉教授であった。Thomas A. Knottと共に『A Pronouncing Dictionary of American English』（1944年、アメリカ英語の発音辞典）を著した。この本は今でもアメリカ英語の発音の規範となる指針であると見なされている。ケニヨンは1924年にも『American Pronunciation』（米語の発音）を出版しており、アメリカ英語の研究の先駆的専門家として『ウェブスター新国際辞典』の第2版の編集顧問を務めた。これによりケニヨンは『アメリカの音声学者の長』と形容された。

## 著作
- American Pronunciation (1924/1950), Tenth Edition, Ann Arbor:  George Wahr.
- A Pronouncing Dictionary of American English, with Thomas A. Knott (1944/1953) "KK", Springfield, MA:  Merriam-Webster.